# Champ pétrolifère Gum Deniz
Gum Deniz est un gisement de pétrole et de gaz en mer dans la mer Caspienne, situé à 21 km au sud-est de Bakou, en Azerbaïdjan. Le champ est en exploitation depuis 1955. Gum Deniz a produit à ce jour environ 28,9 millions de tonnes de pétrole et 27 milliards de mètres cubes de gaz. En mars 2009, l'Azerbaïdjan a foré son dernier puits n ° 478 dans le champ de Gum Deniz avant qu'un nouvel accord de partage de production pour le développement du champ ne soit signé avec une société étrangère en décembre 2009. Le puits produit 50 tonnes de pétrole par jour. 

## Réservoir
On estime que le champ de Gum Deniz contient 4,52 millions de tonnes de pétrole et 1,94 milliard de mètres cubes de réserves de gaz.

## Accords
Le 22 décembre 2009, la State Oil Company of Azerbaijan Republic et une société émiratie Bahar Energy Ltd ont signé un accord de partage de production pour l'exploration, la réhabilitation et le développement des champs de Bahar et Gumdeniz. Le contrat, précédé d'un protocole d'accord plus tôt en avril, a été signé par le président de la SOCAR, Rovnag Abdoullayev et le directeur général de Bahar Energy Ltd, Richard McDougall, d'une durée de 25 ans avec possibilité de prolongation de 5 ans supplémentaires.  
SOCAR a annoncé qu'il s'agissait du 28e accord signé avec un investisseur étranger à des conditions de partage de production. Rovnag Abdoullayev a souligné que la SOCAR prévoyait d'augmenter la production globale de gaz de l'Azerbaïdjan à 1 billion de cm. Selon l'accord, dans les 3 prochaines années, Bahar Energy Ltd forera un puits d'exploration. La première étape du projet comprend le forage de 50 puits. De plus, tous les puits existants seront réhabilités pour la production. On estime que la première étape du projet apportera un bénéfice de 2,5 milliards de dollars à SOCAR.  
La deuxième étape du projet consiste en l'exploration de la structure Bahar-2 dans le champ Bahar. Conformément à l'accord, SOCAR recevra une prime de 2 millions de dollars dès que le programme du projet sera confirmé, 1 million de dollars pour 100 millions de barils (16 000 000 m3), 5 millions de dollars une fois la production commerciale commencée et 2 millions de dollars après augmentation de la capacité de production de 1,5 à partir des indicateurs de production de 2008, comme prévu. Bahar Energy Ltd détient 80% de la participation tandis que SOCAR a droit à 20%. On s'attend à ce que Bahar Energy Ltd investisse près d'un milliard de dollars dans le projet. 